# Exotela chromatomyiae
Exotela chromatomyiae är en stekelart som beskrevs av Griffiths 1984. Exotela chromatomyiae ingår i släktet Exotela och familjen bracksteklar. Inga underarter finns listade i Catalogue of Life.